# 파리 마스터스
파리 마스터스(Paris Masters)는 매년 10월 말에서 11월 초 사이에 프랑스 파리에서 열리는 남자 프로 테니스 대회이다. 대회 장소는 실내 하드 코트인 파리 베르시 종합 스포츠 센터이며, ATP 투어 대회 중 ATP 월드 투어 마스터스 1000 분류에 속한다. 1990년 전까지는 그랑프리 테니스 서킷의 최상급 대회의 하나였다.
전 세계 실내 코트 대회 중에서 가장 권위있는 대회로 꼽히는 이 대회는, 연말의 ATP 월드 투어 파이널 대회 전 연중 가장 마지막으로 열리는 대회이다. 대회 스폰서사인 BNP 파리바의 이름을 따 공식 대회 명칭은 BNP 파리바 마스터스(BNP Paribas Masters)로 불린다. 2000년 ATP 슈퍼 9(ATP Super 9)의 명칭이 테니스 마스터스 시리즈(Tennis Masters Series)로 변경되기 전까지 이 대회는 파리 오픈으로 불리었으며, 실내 코트에서 개최된다는 점 때문에 파리 인도어(Paris Indoor)라는 이름으로도 자주 불렸다.
아직까지 이 대회에서 두 해 연속으로 우승한 선수는 없다.

## ATP 랭킹 포인트

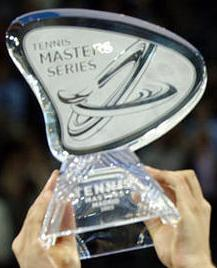
대회 트로피.

| 성적   | 포인트 | 상금      |
| ------ | ------ | --------- |
| 우승   | 1000   | 450,000 € |
| 준우승 | 600    | 212,500 € |
| 4강    | 360    | 105,500 € |
| 8강    | 180    | 55,000 €  |
| 16강   | 90     | 28,900 €  |
| 32강   | 45     | 15,200 €  |
| 64강   | 10     | 8,000 €   |

## 역대 결승 결과

### 단식
| 연도 | 우승              | 준우승              | 스코어                        |
| ---- | ----------------- | ------------------- | ----------------------------- |
| 1968 | 밀란 홀레첵       | 밥 카마이클         | 6-3, 10-8, 3-6, 6-3           |
| 1969 | 톰 오케르         | 버치 부크홀츠       | 8-6, 6-2, 6-1                 |
| 1970 | 아서 애시         | 마티 리센           | 7-6, 6-4, 6-3                 |
| 1971 | 미개최            | 미개최              | 미개최                        |
| 1972 | 스탠 스미스       | 안드레스 히메노     | 6-2, 6-2, 7-5                 |
| 1973 | 일리에 나스타시   | 스탠 스미스         | 4-6, 6-1, 3-6, 6-0, 6-2       |
| 1974 | 브라이언 갓필드   | 에디 딥스           | 6-3, 5-7, 8-6, 6-0            |
| 1975 | 톰 오케르         | 아서 애시           | 6-3, 2-6, 6-3, 3-6, 6-4       |
| 1976 | 에디 딥스         | 하이메 피욜         | 5-7, 6-4, 6-4, 7-6            |
| 1977 | 코라도 바라추티   | 브라이언 갓필드     | 7-6, 7-6, 6-7, 3-6, 6-4       |
| 1978 | 로버트 루츠       | 톰 걸릭슨           | 6-2, 6-2, 7-6                 |
| 1979 | 해롤드 솔로몬     | 코라도 바라추티     | 6-3, 2-6, 6-3, 6-4            |
| 1980 | 브라이언 갓필드   | 안드리아노 파나타   | 4-6, 6-3, 6-1, 7-6            |
| 1981 | 마크 바인스       | 파스칼 포르테       | 6-2, 6-4, 6-3                 |
| 1982 | 보이텍 피바크     | 빌 스캔론           | 6-2, 6-2, 6-2                 |
| 1983 | 미개최            | 미개최              | 미개최                        |
| 1984 | 미개최            | 미개최              | 미개최                        |
| 1985 | 미개최            | 미개최              | 미개최                        |
| 1986 | 보리스 베커       | 세르지오 카살       | 6-4, 6-3, 7-6                 |
| 1987 | 팀 메이어트       | 브래드 길버트       | 2-6, 6-3, 7-5, 6-7, 6-3       |
| 1988 | 아모스 맨스도르프 | 브래드 길버트       | 6-3, 6-2, 6-3                 |
| 1989 | 보리스 베커       | 스테판 에드베리     | 6-4, 6-3, 6-3                 |
| 1990 | 스테판 에드베리   | 보리스 베커         | 3-3, 기권                     |
| 1991 | 기 포르제         | 피트 샘프라스       | 7-6(9), 4-6, 5-7, 6-4, 6-4    |
| 1992 | 보리스 베커       | 기 포르제           | 7-6(3), 6-3, 3-6, 6-3         |
| 1993 | 고란 이바니세비치 | 안드리 메드베데프   | 6-4, 6-2, 7-6(2)              |
| 1994 | 안드레 애거시     | 마르크 로세         | 6-3, 6-3, 4-6, 7-5            |
| 1995 | 피트 샘프라스     | 보리스 베커         | 7-6(5), 6-4, 6-4              |
| 1996 | 토마스 엔크비스트 | 예브게니 카펠니코프 | 6-2, 6-4, 7-5                 |
| 1997 | 피트 샘프라스     | 요나스 비요르크만   | 6-3, 4-6, 6-3, 6-1            |
| 1998 | 그렉 루세드스키   | 피트 샘프라스       | 6-4, 7-6(4), 6-3              |
| 1999 | 안드레 애거시     | 마라트 사핀         | 7-6(1), 6-2, 4-6, 6-4         |
| 2000 | 마라트 사핀       | 마크 필리포시스     | 3-6, 7-6(7), 6-4, 3-6, 7-6(8) |
| 2001 | 세바스찬 그로장   | 예브게니 카펠니코프 | 7-6(3), 6-1, 6-7(5), 6-4      |
| 2002 | 마라트 사핀       | 레이튼 휴이트       | 7-6(4), 6-0, 6-4              |
| 2003 | 팀 헨만           | 안드레이 파벨       | 6-2, 7-6(6), 7-6(2)           |
| 2004 | 마라트 사핀       | 라덱 스테파넥       | 6-3, 7-6, 6-3                 |
| 2005 | 토마시 베르디흐   | 이반 류비치치       | 6-3, 6-4, 3-6, 4-6, 6-4       |
| 2006 | 니콜라이 다비덴코 | 도미니크 흐르바티   | 6-1, 6-2, 6-2                 |
| 2007 | 다비드 날반디안   | 라파엘 나달         | 6-4, 6-0                      |
| 2008 | 조윌프리드 송가   | 다비드 날반디안     | 6-3, 4-6, 6-4                 |
| 2009 | 노박 조코비치     | 가엘 몽피스         | 6-2, 5-7, 7-6(3)              |

### 복식
| 연도        | 우승                                | 준우승                            | 스코어           |
| ----------- | ----------------------------------- | --------------------------------- | ---------------- |
| 2009        | 다니엘 네스터 네나드 지몬지치       | 마르셀 그라놀레르스 토미 로브레도 | 6-3, 6-4         |
| 2008        | 요나스 비요르크만 케빈 율리엇       | 제프 코에치 웨슬리 무디           | 6-2, 6-2         |
| 2007        | 밥 브라이언 마이크 브라이언         | 다니엘 네스터 네나드 지몬지치     | 6-3, 7-6(3)      |
| 2006        | 아르노 클레망 미카엘 로드라         | 파브리스 산토로 네나드 지몬지치   | 7-6(4), 6-2      |
| 2005        | 밥 브라이언 마이크 브라이언         | 마크 놀스 다니엘 네스터           | 6-4, 6-7(3), 6-4 |
| 2004        | 요나스 비요르크만 토드 우드브리지   | 웨인 블랙 케빈 율리엇             | 6-3, 6-4         |
| 2003        | 웨인 아서 폴 핸리                   | 미카엘 로드라 파브리스 산토로     | 6-3, 1-6, 6-3    |
| 2002        | 니콜라스 에스퀴드 파브리스 산토로   | 구스타보 쿠에르텐 세드릭 피올린   | 6-3, 6-3         |
| 2001        | 엘리스 페레이라 릭 리치             | 마헤시 부파티 리앤더 페이즈       | 5-7, 7-6(2), 6-4 |
| 2000        | 니클라스 쿨티 막스 미르니           | 폴 하르하위스 다니엘 네스터       | 7-6(6), 7-5      |
| 1999        | 세바스찬 라로 알렉스 오브라이언     | 폴 하르하위스 재리드 팔머         | 6-1, 6-3         |
| 1998        | 마헤시 부파티 리앤더 페이즈         | 야코 엘팅 폴 하르하위스           | 7-6, 7-6         |
| 1997        | 야코 엘팅 폴 하르하위스             | 릭 리치 조나단 스타크             | 6-2, 6-4         |
| 1996        | 야코 엘팅 폴 하르하위스             | 예브게니 카펠니코프 다니엘 바첵   | 6-2, 6-4         |
| 1995        | 그랜트 코넬 패트릭 갤브레이스       | 짐 그랩 토드 마틴                 | 6-3, 7-6         |
| 1994        | 야코 엘팅 폴 하르하위스             | 바이런 블랙 조나단 스타크         | 6-4, 6-3         |
| 1993        | 바이런 블랙 조나단 스타크           | 톰 네이센 시릴 수크               | 7-6, 6-4         |
| 1992        | 존 매켄로 패트릭 매켄로             | 패트릭 갤브레이스 대니 비서       | 7-6, 6-3         |
| 1991        | 존 피츠제럴드 안데르스 야뤼드       | 켈리 존스 릭 리치                 | 7-6, 6-4         |
| 1990        | 스콧 데이비스 데이비드 피트         | 대런 케이힐 마크 크래츠만         | 7-6, 7-6         |
| 1989        | 존 피츠제럴드 안데르스 야뤼드       | 야콥 흘라섹 에릭 위노그라드스키   | 7-6, 6-4         |
| 1988        | 폴 아나콘 존 피츠제럴드             | 짐 그랩 크리스토 반 렌스버그      | 6-2, 6-2         |
| 1987        | 야콥 흘라섹 클라우디오 메차드리     | 스콧 데이비스 데이비드 피트       | 7-6, 6-2         |
| 1986        | 피터 플레밍 존 매켄로               | 만수르 바라미 디에고 페레즈       | 6-3, 6-2         |
| 1985 - 1983 | 미개최                              | 미개최                            | 미개최           |
| 1982        | 브라이언 갓필드 브루스 맨슨         | 재이 래피더스 리차드 메이어       | 6-4, 6-2         |
| 1981        | 일리에 나스타시 야니크 노아         | 앤드루 자레트 조나단 스미스       | 6-4, 6-4         |
| 1980        | 파올로 베르톨루치 안드리아노 파나타 | 브라이언 갓필드 레이몬드 무어     | 6-4, 6-4         |
| 1979        | 장 루이스 아이예 기유 모레통        | 존 로이드 토니 로이드             | 7-6, 7-6         |
| 1978        | 브루스 맨슨 앤드루 패티슨           | 이온 티리아크 기예르모 빌라스     | 7-6, 6-2         |
| 1977        | 브라이언 갓필드 라울 라미레즈       | 제프 보로위애크 로저 테일러       | 6-2, 6-0         |
| 1976        | 톰 오케르 마티 리센                 | 프레드 맥내어 셔우드 스튜어트     | 6-2, 6-2         |
| 1975        | 워즈텍 피벅 칼 마이어               | 일리에 나스타시 톰 오케르         | 6-3, 9-8         |
| 1974        | 파트리스 도밍게즈 프랑수와 조프렛   | 브라이언 갓필드 라울 라미레즈     | 7-5, 6-4         |
| 1973        | 후안 히스베르트 일리에 나스타시     | 아서 애시 로스코 태너             | 6-3, 6-4         |
| 1972        | 피에르 바르테스 프랑수와 조프렛     | 안드레스 히메노 후안 히스베르트   | 6-7, 6-2, 6-3    |

## 2회 이상 우승자
- 3회 우승:
  - 보리스 베커 (독일): 1986, 1989, 1992
  - 마라트 사핀 (러시아): 2000, 2002, 2004

- 2회 우승:
  - 톰 오케르 (네덜란드): 1969, 1975
  - 브라이언 갓프리드 (미국): 1974, 1980
  - 안드레 애거시 (미국): 1994, 1999
  - 피트 샘프라스 (미국): 1995, 1997